# Semema
Un semema és una unitat lèxica que transmet una porció del significat, com per exemple a «casetes», on dels tres morfemes «cas-», «-eta» i «-s», només els dos primers són sememes perquè aporten informació lèxica («habitatge» i «diminutiu», respectivament). No tots els lingüistes accepten l'existència dels sememes, per a alguns són simplement un tipus de morfema no flexiu. Més controvertit encara és dividir els sememes en connotatius i denotatius (els primers no coincidirien aleshores amb cap morfema sinó amb un tret subjectiu afegit al sentit del mot). Un semema està construït a base de la combinació de semes, essent cada sema una característica semàntica.